# Pseudoryzomys simplex
Pseudoryzomys simplex (рато-до-мато, рисовий хом'ячок фальшивий) — вид мишоподібних гризунів родини Хом'якові (Cricetidae).

## Опис
Довжина тіла дорослих особин становить 9-14 см (без урахування хвоста), вага — 30-56 г. Шерсть на спинний стороні тіла коричнева або жовтувато-коричнева, на черевній — світліша. Хвіст покритий негустим коротким волосом, що не приховує шкіру. Довжина хвоста приблизно дорівнює або перевищує довжину тіла (10-14 см). Задні ноги більші, з перетинками між пальцями. Вушні раковини невеликі.

## Поширення
Рато-до-мато мешкають у центральній Бразилії, на сході Болівії, північному сході Аргентини і на заході Парагваю, де населяють відкриті безлісі місця поблизу води. Добре плавають.